# Pandanus amaryllifolius
Пандан запашний (Pandanus amaryllifolius) — рослина роду пандан (Pandanus).

## Будова
Вічнозелена трава з лінійним листям. Існує дві форми пандану запашного. Якщо рослину не підрізати — формується стовбур з пучком довгих листків до 2 метрів довжини. У рослини, яку періодично обрізають, листя менше, а стебло знаходиться під землею. Чоловічі квітки дуже рідкісні. Згадок про жіночі квіти у науці немає.

## Поширення та середовище існування
Рослина не зустрічається у природних умовах. Вирощують на Шрі-Ланці, Південній Індії, Південно-східній Азії, Індонезії, Новій Гвінеї.

## Практичне використання
Пандан використовують у тайській кухні як ароматизатор для солодощів (традиційний «кханом чан» (тай. ขนมชั้น) та напоїв. Сік з пандану — природний зелений барвник для їжі.